# Ander Cepas
Ander Cepas (18 de agosto de 2004) es un deportista español que compite en tenis de mesa adaptado. Ganó una medalla de bronce en los Juegos Paralímpicos de París 2024, en la prueba individual (clase MS9).

## Palmarés internacional
| Juegos Paralímpicos | Juegos Paralímpicos | Juegos Paralímpicos | Juegos Paralímpicos |
| Año                 | Lugar               | Medalla             | Prueba              |
| ------------------- | ------------------- | ------------------- | ------------------- |
| 2024                | París (Francia)     | Medalla de bronce   | Individual MS9      |